# Grzechy powszednie i ciężkie
Grzechy powszednie (lekkie) oraz ciężkie (śmiertelne) – pojęcia grzechów w chrześcijańskiej teologii moralnej.

## Pojęcie
Rozróżnienie jest wprowadzone w Biblii („Istnieje taki grzech, który sprowadza śmierć.” 1. List Jana 5,16). Tradycja patrystyczna interpretowała je jako podział na grzechy, które powodują potępienie (skazują na piekło) oraz takie, które nie powodują potępienia, choć osłabiają więź z Bogiem.

## Chrześcijaństwo starożytne
Praktycznie wszyscy pisarze wczesnego okresu, jak Didache, Pasterz Hermasa, Listy Ignacego z Antiochii i in. wyrażają przekonanie, że grzechy ciężkie nie są rzadkie wśród chrześcijan. Za te grzechy można było otrzymywać przebaczenie przez czynienie pokuty: modlitwa, łzy i prostracje, post i jałmużna. Spowiedzią, wyznaniem grzechów było samo podjęcie widocznej dla wszystkich pokuty, by oddać chwałę Bogu. Wyznanie swej grzeszności czyniono wspólnie zwłaszcza przed rozpoczęciem Eucharystii, dotyczyło to jednak lżejszych grzechów. Niekiedy zdarzały się publiczne wyznania grzechów, ale nie było to regułą. W przypadku cięższych grzechów, dochodziło do odsunięcia danego chrześcijanina od przystępowania do komunii, aż do czasu, gdy odbędzie pokutę proporcjonalną do swych złych czynów. Była ona nadawana przez głowę wspólnoty miejscowego Kościoła, czyli biskupa.
C. Vogel podaje spis dwunastu grzechów zaczerpnięty z pism nowotestamentalnych i ojców apostolskich: 
1. Nieczystość: cudzołóstwo, nierząd, pederastia, pożądliwość, słowa nieczyste.
2. Zabójstwo.
3. Bałwochwalstwo.
4. Magia.
5. Chciwość.
6. Kradzież.
7. Zawiść: zazdrość, zła żądza, miłość próżnej chwały, nienawiść
8. Kłamstwo: fałszywe świadectwo, fałszywe przysięgi, hipokryzja, obmowa.
9. Złość: gniew, niepodporządkowanie się, kłótliwość, perwersyjność, zły charakter, złe plotki, obraźliwe wyzwiska, krzywda, wprowadzanie w błąd.
10. Pycha: zarozumiałość, próżność, arogancja.
11. Niestałość i głupota.
12. Pijaństwo i nieumiarkowanie[1].

W katechizmie Kościoła Katolickiego znajdziemy z kolei usystematyzowaną listę siedmiu grzechów głównych:
1. Pycha
2. Chciwość
3. Nieczystość
4. Zazdrość
5. Nieumiarkowanie w jedzeniu i piciu
6. Gniew
7. Lenistwo[2]

## Katolicyzm

### Tomasz z Akwinu
Grzechy, według definicji świętego Tomasza z Akwinu zawsze mają w sobie coś ze śmierci ze względu na swój przedmiot. Polegają bowiem na zwróceniu się wolnej woli przeciw miłości, prowadzącej ku celowi ostatecznemu, którym jest życie człowieka w szczęściu wiecznym królestwa niebieskiego. Stąd zwrócenie się przeciw miłości Bożej, jak bluźnierstwo czy krzywoprzysięstwo, albo przeciw miłości bliźniego, jak zabójstwo lub cudzołóstwo i in., jest grzechem śmiertelnym samo w sobie. Podczas, gdy grzechem powszednim można określić postawę woli, która pozwala na pewne nieuporządkowanie w dążeniu do realizacji miłości Boga i bliźniego. Będą to np. pustosłowie, śmiech ponad miarę. Ponieważ w grzechu znaczenie ma nie tylko przedmiot, lecz także podmiot, czyli predyspozycje i intencje osoby grzeszącej – to, co obiektywnie jest grzechem lekkim, powszednim, może stać się grzechem ciężkim. Po pierwsze wtedy, gdy człowiek stawia przedmiot powszedniego grzechu wyżej niż cel ostateczny swojego życia. Po drugie, gdy grzech obiektywnie lekki ukierunkowany jest ku popełnieniu grzechu ciężkiego, np. gdy ktoś używa pustosłowia dla skłonienia siebie i kogoś do popełnienia cudzołóstwa.
Grzech śmiertelny jest więc, według innego sformułowania Tomasza, odwróceniem się od dobra niezmiennego, którym jest Bóg, a zwróceniem się ku dobru zmiennemu, czyli stworzeniom. Owo nieuporządkowane zwrócenie się ku stworzeniom jest elementem materialnym grzechu, nazywa się je inaczej pożądliwością /(łac.) concupiscentia/, podczas gdy elementem formalnym jest utrata przymierza z Bogiem, czyli pierwotnej sprawiedliwości. Jest ono nazywane winą śmiertelną – culpa mortalis (Summa theologiae III q86 a4; por. I-IIae q87 a4). Wina śmiertelna jest gładzona, kiedy przez łaskę usunięty zostaje stan odwrócenia umysłu od Boga. Wolna wola zwraca się wtedy ku Bogu w akcie wiary – actus fidei formatae. Zaś w odniesieniu do grzechu wolna wola dokonuje aktu pokuty – actus poenitentiae (STh III q86 a6 rad1). To nieuporządkowane zwrócenie się ku dobru zmiennemu pociąga za sobą karę doczesną – reatus poenae, która jedynie może przywrócić nieuporządkowanie grzechu do porządku sprawiedliwości (STh III q86 a5).

### Katechizm
Grzech ciężki musi spełniać trzy warunki: dotyczyć materii poważnej, być popełniony z pełną świadomością i przy całkowitej wolności. Grzech powszedni natomiast to naruszenie przykazań „w małej rzeczy”, a w materii poważnej bez całkowitej świadomości lub bez całkowitej dobrowolności (KKK 1846-1876, zwłaszcza 1854-1864).

## Prawosławie
Grzech ciężki w Kościele katolickim, a także prawosławnym może zostać odpuszczony poprzez sakrament pokuty. W ujęciu prawosławnym, w którym kapłan jest tylko świadkiem wyznania grzechów i „nawrócenia” w obliczu Boga rozróżnienie to w praktyce jest zatarte.

## Protestantyzm
Także w protestantyzmie rozróżnienie to jest w praktyce odrzucane. Marcin Luter uważał wszystkie grzechy za śmiertelne, choć możliwe do odkupienia, natomiast Jan Kalwin wiązał to rozróżnienie z wiarą grzesznika i z predestynacją (wszyscy są grzeszni, ale wybranych Bóg uchroni przed popełnieniem grzechów śmiertelnych). W Kościele katolickim, w którym władza odpuszczania grzechów wiąże się nierozerwalnie z kapłaństwem wykształciła się legalistyczna tradycja (kazuistyka), w której próbowano precyzyjnie wyznaczyć granicę między grzechami ciężkimi i powszednimi, gdyż te drugie nie musiały być wyznawane i odpuszczane podczas spowiedzi. Te wysiłki katolickich teologów moralnych przyniosły bardzo niejednoznaczne rezultaty, były krytykowane nie tylko przez teologów prawosławnych i protestanckich, ale także przez wielu katolików (klasyczną jansenistyczną krytykę kazuistyki zawierają m.in. Prowincjałki Pascala).

## Świadkowie Jehowy
Według Świadków Jehowy ciężar czynu, pobudki i częstotliwość popełniania grzechu to czynniki, które decydują o jego wadze. Bóg jest gotów przebaczać grzechy – również ciężkie – tym, którzy ich szczerze żałują, trzymają się w życiu zasad Bożych i okazują wiarę w Jezusa Chrystusa (Dz 3:19, 20). Grzech niewybaczalny, popełniany jest przez osoby zatwardziałe w czynieniu zła, którzy nigdy nie zmieniają swojego nastawienia ani złego postępowania (Hbr 10:26, 27; 1 J 5:16).